# Hasna Jiballah
Hasna Jiballah est une femme politique tunisienne. Elle est secrétaire d'État auprès du ministre de la Formation professionnelle et de l'Emploi, chargée des Entreprises communautaires depuis 2024.

## Biographie
En 2000, elle est diplômée du lycée technique de Zaghouan. Entre 2000 et 2004, elle étudie la chimie industrielle à l'université de Sfax. En 2016, elle obtient une licence en génie des procédés agroalimentaires, puis un master en management durable des productions agroalimentaires. Entre 2018 et 2020, elle suit un mastère en agroalimentaires à l'Institut supérieur des études technologiques (ISET) de Sidi Bouzid. Elle est titulaire de certifications de l'Agence de protection de l'environnement des États-Unis, obtenues à l'université du Colorado à Boulder.
De 2004 à 2008, elle est assistante à la recherche scientifique à l'ISET de Zaghouan. De 2008 à 2013, elle est assistante à la recherche scientifique à l'ISET de Sidi Bouzid ; elle y est assistante à la recherche scientifique principale de 2013 à 2018 puis assistante à la recherche scientifique en chef à partir de 2018.
Elle parle l'arabe, le français et l'anglais.
Le 5 février 2025, elle est nommée secrétaire d'État auprès du ministre de la Formation professionnelle et de l'Emploi, chargée des Entreprises communautaires.